# Populismus

Jak je definováno Nolanovým grafem, v levém dolním rohu se nachází populismus (a totalitarismus).

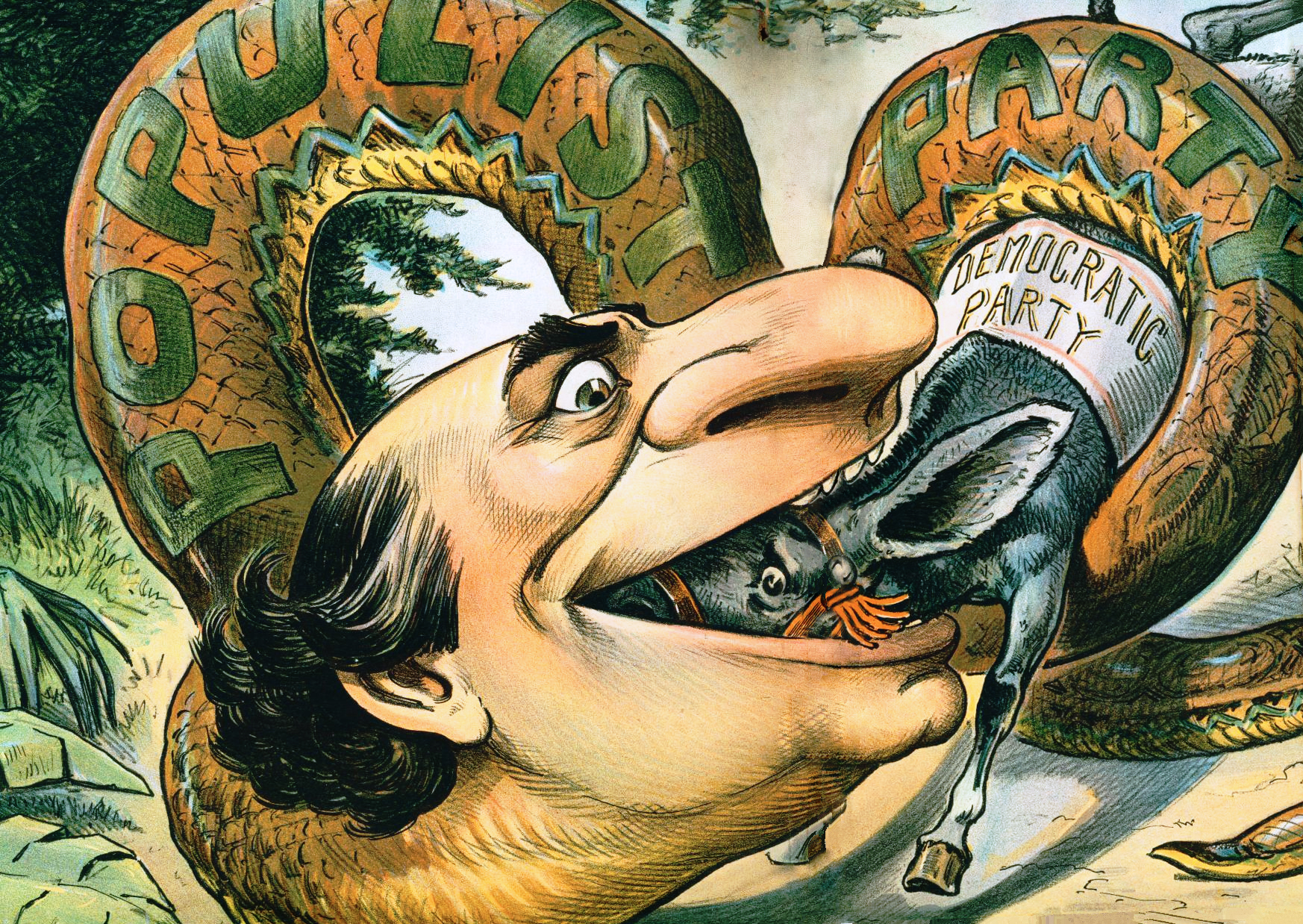
Karikatura z roku 1896, ve které William Jennings Bryan, spolehlivý stoupenec populismu, spolknul symbol Demokratické strany Ameriky.

Populismus (z latinského výrazu populus – lid) je politický přístup spočívající ve snaze oslovit běžného člověka, který se domnívá, že vládnoucí skupiny nehájí či přehlíží jeho zájmy. Populismus využívá dva základní termíny – lid a elitu. Pomocí těchto označení dělí společnost na dvě stejnorodé části. Lid je charakterizován jako zcela dobrý a politika by měla být vyjádřením jeho obecné vůle. Elita je naopak inherentně zlá a zkorumpovaná. Elita sleduje jen své vlastní zájmy, nenaslouchá lidu a naopak jej připravuje o jeho práva. Pojem lid má v sobě zahrnovat obyčejné lidi, elita na druhou stranu představuje dosud vládnoucí vrstvu. Tu se populisté snaží zdiskreditovat, svrhnout a nastoupit na její místo, ale podle svého názoru v lepší podobě a na rozdíl od elity naslouchajíce lidu a jeho vůli. Přestože lid i elita mají stejné zájmy a hodnoty, liší se ve svých morálních zásadách. Lid i elita tak stojí proti sobě.
Mezi první zaznamenaná populistická hnutí patří starořímská skupina populárů, kteří se stavěli na stranu plebejců proti patricijům. Mezi jejich nejznámější představitele patří bratři Tiberius Gracchus a Gaius Gracchus, Gaius Marius, Julius Caesar nebo první římský císař Gaius Octavius.
V současnosti se populismus nejčastěji dělí na pravicový populismus, reprezentovaný politiky jako Donald Trump, Jair Bolsonaro, Viktor Orbán, Marine Le Penová nebo Tomio Okamura a levicový populismus, reprezentovaný politickými stranami jako Syriza, Podemos nebo Hnutí pěti hvězd. Některé politické strany jako například české Věci veřejné je však obtížné na pravolevé škále zařadit, proto se pro ně používá označení středový populismus. Středový populismus v jeho technokratické variantě byl dříve ideologií hnutí ANO 2011, které se však postupem času ideologicky posunulo více směrem k pravicovému populismu.
Termíny populistický či populista se v češtině často chybně používají v pejorativním významu k označení přístupů či osob slibujících rychlá a líbivá řešení složitých socioekonomických problémů, která jsou však obtížně uskutečnitelná a často i škodlivá. Taková nálepka se však vymyká tomu, jak je populismus definovaný v odborné literatuře, a správně se taková praxe nazývá politický oportunismus.

## Definice
Populismus není dosud zcela jasně definovaný. Existuje několik způsobů, jak je možné k němu přistupovat. Populismus může být vnímán jako ideologie. Pro úplné naplnění definice ideologie mu ale chybí určitý celkový pohled na společnost. Proto je populismus lépe představován pojmem thin ideology (thin-centered ideology) = „úzká“ ideologie, která představuje jen soubor idejí a soustředí se jen na určité prvky politiky i společnosti (nezabývá se například nejlepším politickým systémem nebo ekonomickým modelem). Díky této neujasněnosti tak může populismus ve smyslu ideologie nabývat mnoha podob. Využívá k tomu i konceptů klasických „plných“ ideologií a vytváří tak několik typů populismu. Dále může být na populismus nahlíženo také jako na politický styl či strategii a jako na způsob politické komunikace.
Populistické strany jsou dnes definovány tak, že svým programem a projevy svých politiků využívají populistické prvky. Tyto prvky blíže určil politolog Francisco Panizza. Ten určil tzv. analytické jádro populismu, které bylo přijato odbornou obcí.[zdroj?] Toto populistické jádro má tři charakteristiky:
1. populisté staví lid a elity jako stejnorodé entity,
2. zdůraznění konfliktu mezi lidem a elitou,
3. lid je chápán jako morálně čistý aktér.[17]

Populisté tedy chápou lid jako jeden celek, který odmítají dále štěpit (např. podle náboženství). Častými jsou výrazy jako „lid“, „občané“ nebo „obyčejní lidé“. Zároveň je základní myšlenkou populismus anti-establishment. Lid staví do opozice k elitám, které jsou prezentovány jako nepřítel lidu. S establishmentem propojené elity tak nereprezentují lid – místo toho sledují především své vlastní zájmy schované za rétoriku a propagandu mající účel zakrýt tento hlavní smysl politických rozhodnutí, která jim vyhovují. Populistické strany poté samy sebe stylizují do role nestranické, téměř nepolitické a neelitní organizace, která má za cíl odstranit vládnoucí elity a začít reprezentovat zájmy lidu. Populisté tak nekritizují demokracii jako takovou, ale pouze stávající vládnoucí elitu a stranický systém. I proto populistické strany často zdůrazňují a prosazují prvky přímé demokracie. Politická polarizace na populismus, pluralismus a elitismus se v posledních letech rozvíjí podobně. Mezi populismem a elitismem, jako u protikladů, panuje antagonie. Populismus také bývá nazýván anti-pluralismem.

## Populistická politická komunikace
Politickou komunikaci populismu lze rozdělit na dva hlavní proudy: thin a thick. Toto rozdělení především závisí na použitých prvcích v rétorice řečníka. Jedná se o referenci k lidu, anti-elitářství a vylučování specifické sociální skupiny z celku. Jedním z dalších, ale ne nezbytných ukazatelů, může být charismatický vůdce či neustálý narativ o blížící se krizi.
- Thin populismus:
  - prázdný populismus
- Thick populismus:
  - anti-elitářský populismus
  - populismus vyloučení
  - kompletní populismus

### Thin populismus
Řečník či politická strana využívá pouze oslovování lidu. Apeluje přímo na svrchovanost lidu. Často využívá slova jako: lid, veřejnost, občané, voliči, plátci daní, obyvatelé, populace. Populista může využívat národnostní, etnické nebo náboženské příslušnosti při oslovování lidu. Díky promlouvání k lidu, řečník ukazuje lidem, že se o ně zajímá, že je jedním z nich a ví, co si přejí. Populista tedy víceméně říká svým voličům: „Naslouchám vám, protože o vás mluvím.“ Thin populismus je tedy velmi široký pojem, který ztrácí pejorativní i autoritářské označení. Je normálním a téměř nezbytným prostředkem politika, jež se snaží mobilizovat voličskou základnu. Někdy také označovaný za tzv. prázdný populismus (empty populism) nebo populismus mainstreamový.

### Thick populismus
V populistických projevech se objevují i další prvky, nejen promlouvání k Lidu, ale i to je zde chápáno jako základní ukazatel. Anti-elitářství či obdobný pojem antisystémovost využívá tzv. vertikální diferenciace společnosti. Řečníkovi jde především o prohloubení pocitu odcizení mezi lidem a elitami. Pro „Lid“ jsou elity zobrazeny jako vnější nepřítel, který se vyskytuje kdesi vysoko nad normálním občanem. Dochází tak ke vzniku anti-elitářského populismu.
Dalším prostředkem je tzv. horizontální rozdělení společnosti. Jedná se o politiku vylučování. Populista se snaží o vyobrazení lidu jako homogenní skupiny, ale současně poukazuje na oddělené společnosti, které nesdílí „dobré“ vlastnosti lidu. Na rozdíl od anti-elitářství se tedy jedná o vnitřního nepřítele. Tím pádem dochází k vyloučení určitého segmentu populace z Lidu. Stávají se hrozbou pro vnitřní integritu „Lidu“. Takto klasifikujeme populismus vyloučení.
Posledním typem populismu je tzv. kompletní, ten propojuje rétoriku populismu vyloučení i anti-elitářského populismu.

### Efektivita populistické komunikace a její srovnání
Z nedávných studií, které se zabývají tematikou populistické politické komunikace, lze zmínit studii „Start Spreading the News: A Comparative Experiment on the Effects of Populist Communication on Political Engagement in Sixteen European Countries“ (Experiment porovnávající efekty populistické komunikace na politickou angažovanost v šestnácti evropských zemích), která zkoumá efekty různých typů populismu na ochotu občanů se politicky angažovat.
Studie naznačuje, že „thick populism“ má větší efekt na politickou angažovanost než „thin populism“, resp. pouhý apel k „Lidu“ nemá výrazný mobilizační potenciál, zatímco anti-elitářský a populismus vyloučení zvyšují ochotu občanů se politicky angažovat.
Dále tvrdí, že ani pravicový, ani levicový populismus (pravicový zaměřený proti migrantům, levicový zaměřený proti bohatším vrstvám společnosti) nemají větší mobilizační efekt než anti-elitářský populismus.
Studie zároveň zkoumá, zda hraje roli v politické angažovanosti úroveň nezaměstnanosti a aktuální politická situace (úspěšnost pravicových a levicových politických stran). Úroveň nezaměstnanosti zvyšuje efekt pouze anti-elitářského populismu a naopak snižuje efekt anti-imigrantského populismu. Anti-imigrantský populismus má větší úspěch v zemích se silnou pravicovou populistickou stranou, anti-elitářský naopak v zemích se silnou levicovou populistickou stranou.

## Typologie
Kvůli nevymezenosti definice populismu existuje řada typologií.
Politologové Kevin Deegan-Krause a Tim Haughton popsali, že všechny politické strany využívají populistické prvky a jde jen o to v jaké míře. Politolog Cas Mudde popsaný přístup rozšiřuje, když tvrdí, že populismus je thin-centered ideologie, která se v praxi smíchává s ostatními klasickými ideologiemi. Populismus poté danou ideologii radikalizuje. Dále zjistil, že v praxi se populismus nabaluje na levicové ideologie v rozvojových zemích a naopak na pravicové ideologie v industriálně rozvinutých zemích.
Politolog Grigor Pop-Eleches v roce 2009 rozdělil strany na mainstreamové a neortodoxní. Mainstreamové jsou tradiční strany s umírněnou ideologií, neortodoxní strany buď upozadí klasickou ideologii ve prospěch svého lídra, nebo využívají extremistické rétoriky či prosazují radikální politiku. Mezi neortodoxní strany zařadil i strany populistické. O dalším dělení rozhodují ekonomické názory a etnonacionalistický apel strany. Populistické strany poté rozdělil na dva typy: nacionalistické populistické strany a nové/centristické populistické strany. První typ zdůrazňuje nacionální akcent, ale ten nemá extrémní charakter a tyto strany nabízí i další nenacionální témata. Druhý typ stran o sobě prohlašuje, že jsou neideologickými a antipolitickými formacemi. Typičtí jsou pro ně medializovaní lídři, kteří řídí stranu ve svůj prospěch. Tyto strany klasicky kritizují tradiční politické strany, které viní z korupce.

### Základní typy
Identitárně populistické politické strany
Populismus jako hlavní program strany. Mezi tyto strany se řadí tzv. protestní strany, které protestují proti stávajícím parlamentním stranám. Tyto strany se stylizují jako praví reprezentanti zájmů lidu. Nekritizují systém jako takový, ale pouze zvolené elity. Do této kategorie patří i výše popsané nové/centristické populistické strany. Tento termín je ale problematický v tom, že tyto strany odmítají ustálené pravo/levé rozdělení.
Parciálně populistické politické strany
Populismus je jen doplňkem jiné hlavní ideologie strany. Mezi ně se řadí radikálně pravicové politické strany. Tyto strany mají jasně vyhraněný program, kterým hájí zájmy „obyčejného pracujícího lidu“.

### Technokratický populismus
Technokratický populismus spojuje ideu odbornosti s populistickým politickým přístupem. V jeho středu stojí experti, s jejichž pomocí se snaží zapůsobit na lid vědeckostí a odborností a nabízí mu vedení státu jako firmy. To znamená, že nevrací lidu moc, ale naopak se lid již nemusí o politiku nijak zajímat, zabývat se jí a účastnit se občanského života, neboť nyní se jí věnují experti, kteří se o vše postarají za ně. Cílem technokratických populistů je vyvolat v lidu otupělost a netečnost vůči politice.
Politika je tak v podstatě odmítnuta a technokratický populismus se staví i proti stranickému systému a reprezentativní demokracii. Technokratický populismus se vymyká označení pravicový nebo levicový a místo toho nabízí určité apolitické řešení a zároveň nabízí východisko i pro střet mezi dobrem a zlem, který je vyřešen příchodem třetí strany – technokratického populismu.

### Pravicový a levicový populismus
Michael Hauser dává vzestup populistických tendencí do souvislostí s krizí neoliberálního socioekonomického systému. Stejný názor sdílí i teoretička Chantal Mouffeová, která popisuje dvě nejčastější reakce na dopady neoliberalismu (či přesněji hledání jejich viníků) – pravicový a levicový populismus. Pravicový populismus svádí vinu za současné problémy na menšiny, uprchlíky, vyloučené skupiny nebo různá spiknutí, kdežto levicový populismus se obrací proti oligarchii a finančním elitám.
Hauser v tomto smyslu upozorňuje na lehce zavádějící pravo-levé dělení, které může vyvolávat falešné představy o politice pravicově populistických stran, které mnohdy usilují o posílení sociální role státu a zkrocení tržního fundamentalistu, který se v obecné rovině stal synonymem pro pravicovou ekonomickou politiku. Z pohledu pravice tak vlastně pravicoví populisté prosazují ekonomickou politiku, která je tradičně spíše levicová (omezení role trhů, posílení role státu a sociální politiky). Označení pravicový tak je nutno chápat ne v rovině ekonomické, ale zkrátka jako jednu ze dvou nejčastějších reakcí na krizi neoliberalismu, pro které se vžilo pravo-levé dělení.

## Silné a slabé stránky populismu
Většina politologů má tendenci neklasifikovat populismus jakožto čistě negativní či pozitivní projev politické komunikace. Sám o sobě může populismus sloužit jednak jako hrozba pro demokracii i jako korektivní prostředek pro demokratickou politiku.
K jeho pozitivním vlastnostem řadíme následující:
- Populismus může vyslyšet občany, kteří se cítí být opomíjeni současnou vládnoucí garniturou.
- Populismus může rozšířit pozornost na záležitosti, které nejsou v běžném povědomí.
- Populismus může zmobilizovat skupiny lidí, kteří se cítí být na kraji politického systému.
- Populismus může zlepšit schopnost politického systému reagovat, tím že by jednotliví političtí aktéři a politické strany více sladili svoji politiku s vůlí lidu.
- Populismus podněcuje u úvahy o vlastním chování a elitářství, u těch co drží moc.

Mezi jeho negativní vlastnosti řadíme:
- Populismus může ohrožovat práva menšin.
- Populisté občas využívají svůj získaný mandát k účelné erozi nezávislých institucí (např. soudy a nezávislá média), které jsou považovány za pilíře liberální demokracie.
- Populismus může vést k tzv. politickému tribalismu, který brání občanskému diskurzu a odrazuje od politického kompromisu.[34]

## Důvody a reakce populismu
Populismus nevychází z jasně stanovených politických myšlenek a nemá tak pevnou charakteristiku, jakou obvykle mívají politické směry. Jeho základ spočívá spíše v emocích než v ideji. Využívá společenské frustrace a podporuje odcizení politické elity a lidu.
Fakt, že populismus je myšlenkově nevyhraněný, dokazuje ideová propast mezi předními světovými politiky, kteří jsou za populisty označováni. Za takové se považují[kým?] jak ostře pravicoví Marine Le Penová, Corneliu Vadim Tudor, tak spíše levicový Bernie Sanders nebo řecká SYRIZA. Populismus vzniká, lépe řečeno nabývá vlivu v reakci na společenský rozkol, nejčastěji způsobený krizemi. Na první pohled má tendenci k přímé demokracii a většinou se vyvíjí v parlamentně demokratických systémech.
Reakce populismu u moci se však mohou míjet s původní myšlenkou. Přímá demokracie a větší participace na moci v rámci referend je podle odpůrců těchto idejí pouhou snahou populistických lídrů o potvrzení obecného souhlasu s jejich přesvědčením. V některých státech ovládaných populistickými stranami je možné vnímat masový klientelismus, korupci a snahu o útlak kritické občanské společnosti.

### Řecko
Řecko bylo populismem silně ovlivněno již ve druhé polovině 90. let 20. století, kdy ve vládě působilo hnutí PASOK (Panhelénské socialistické hnutí), které bylo u moci i v době ekonomické krize v roce 2009. Z Řecka se postupně stala tzv. „populistická demokracie“, do té doby pravicová strana ND (Nová demokracie) totiž po úspěších populistických rétorik změnila své dosavadní směřování a začala se také vydávat podobným směrem. Tímto způsobem vznikla neobvyklá situace, a to přítomnost populisticky smýšlejících stran v opozici i ve vládě.
Za značnou populistickou sílu v řecké politice lze považovat i antiimigrační hnutí LAOS, které se do parlamentu dostalo poprvé v roce 2007. Po volbách v roce 2012 se LAOS propadlo, především kvůli podpoře úsporných opatření v období krize a také z důvodu spolupráce s PASOK. Nová populistická uskupení SYRIZA (Koalice radikální levice – Sjednocená společenská fronta, levice) a ANEL (Nezávislí Řekové, pravice), jejichž programy se v podstatě inspirovaly jinými ultralevicovými či ultrapravicovými stranami, ovšem ideologická stránka nebyla zcela „dotažena“, tak dostala prostor stát se dalšími tvářemi řeckého populismu.
Právě na příkladu uskupení SYRIZA lze sledovat ukázkovou populistickou reakci, ke které došlo před novými volbami v červnu 2012, kdy SYRIZA vyostřila svou rétoriku proti vládnoucím stranám. Největším nepřítelem se stalo hnutí PASOK, které SYRIZA vinila z ekonomického úpadku Řecka. SYRIZA se následně začala nazývat pravým zástupcem řeckého lidu v boji proti machinacím domácích i národních elit.

### Francie
Ve Francii byla důvodem sílícího populismu taktéž Velká hospodářská krize, která ve Francii naplno vypukla v roce 2007, a také následná migrační krize v pozdějších letech. Populistická FN (Národní fronta) přinesla uspokojivé výsledky i v následujících volbách v roce 2012, kdy předsedkyně strany Marine Le Penová (dcera zakladatele strany Jeana-Marieho Le Pena) získala v prezidentských volbách 17,9 % hlasů, její strana obdržela 13,6 %. Volby sice nevyhrála, ale jednalo se o neočekávaně silný výsledek strany, která do té doby působila především na okraji politického spektra. FN se prezentovala jako vlastenecká euroskeptická strana, jejímž hlavním cílem je výstup Francie z EU, která dle FN ohrožuje Francii i ostatní členské státy svou migrační politikou.
Dalším zajímavým populistickým subjektem na francouzské scéně je hnutí LMPT. Hnutí vzniklo v přímé reakci na povolení sňatků stejnopohlavních párů (rok 2013). LMPT své soustředění následně přesunula na školství, konkrétně na vládní program, který měl do škol přinést výuku „genderové teorie“. LMPT reagovala šířením poplašných zpráv a stejně jako SYRIZA v Řecku se pasovala do role ochránce lidu před zkorumpovanou elitou. Kampaň proti zavedení výuky „genderové teorie“ cílila především na lidské emoce. Na LMPT lze vidět, že populistická uskupení reagují na společenské situace vždy velmi podobně.

### Rumunsko
Rumunští populisté se začali profilovat již po pádu komunistické diktatury Nicolae Ceaușesca. Stejně jako ve Francii jsou i rumunští populisté spíše z pravicové sféry. Ve většině politologických analýz se objevuje především strana PRM (Strana velkého Rumunska), jejímž předsedou je Corneli Vadim Tudor. Za populistu je také velmi často označován bývalý prezident Traian Băsescu (zároveň předseda strany PD-L).
Populisté v Rumunsku před volbami v roce 2000 využili opět společenské situace a v tomto případě i v té době neprofesionálních rumunských médií. Tudor se před volbami stylizoval do role outsidera, který bojuje za lid proti elitám ve vládě i v opozici. Kampaň populistů byla posílena i Tudorovou vysokou přítomností v mediálním prostoru, ve srovnání s jinými kandidáty se v médiích objevoval nejčastěji. Na tomto příkladu je opět patrná jistá podobnost s předcházejícími zeměmi.

## Příklady populistických stran

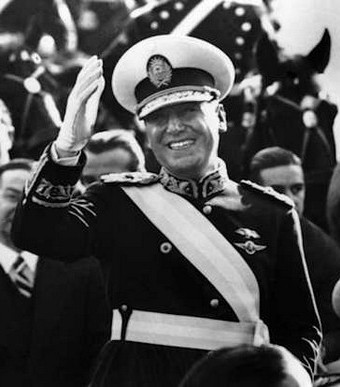
Perónismus argentinského prezidenta Juana Peróna byl považován za populistické hnutí.

Politolog Cas Mudde v roce 2004 mezi populistické strany řadil:
- Fronta obyčejného člověka (Itálie, 1946–1972)
- Forza Italia (Itálie, 1994–2009)
- Poujadisté (Francie, 1953–1969)
- Národní fronta, (Francie, 1972–dodnes)
- Strana pokroku (Dánsko, 1972–dodnes)
- Strana demokratického socialismu (Německo, 1989–2007)
- Hnutí nové levice (různé země, v 60. letech 20. století)
- Strany zelených (různé země, v 70. a 80. letech 20. století)

Politologové Vlastimil Havlík a Aneta Pinková roku 2012 mezi populistické strany řadili:
identitárně populistické politické strany:
- ANO 2011 (Česko)[45][46]
- Věci veřejné (Česko)[47]
- Strana občianskeho porozumenia (Slovensko)[47]
- SMER – sociálna demokracia (Slovensko, v prvních letech své existence)[47]
- Národní hnutí pro stabilitu a pokrok (Bulharsko)[47]
- Res publica (Estonsko)[47]

parciálně populistické politické strany:
- Sdružení pro republiku – Republikánská strana Československa (Česko)[47]
- Združenie robotníkov Slovenska (Slovensko)[47]
- Slovenska nacionalna stranka (Slovinsko)
- Lega Nord (Itálie)
- Strana pokroku (Dánsko)
- Národní fronta, (Francie)

Politolog Štěpán Drahokoupil řadí mezi populistické strany i nové české strany vzniklé po roce 2012 – ANO a Úsvit přímé demokracie Tomia Okamury. K tomuto názoru se kloní i agentura Reuters či německý deník Die Welt.
Další příklady:
- Svoboda a přímá demokracie (Česko)
- List Jaromíra Soukupa (Česko)[49]
- Trikolóra hnutí občanů[50]